# H.a.n.d.

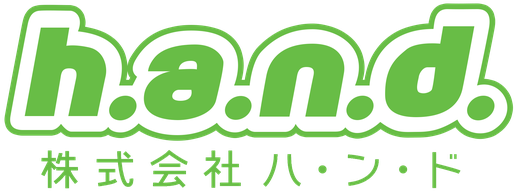
Logo da h.a.n.d.

h.a.n.d. Inc. é uma desenvolvedora de jogos eletrônicos japonesa.

## Lista de Trabalhos
- One Piece: Pirates Carnival (2005)
- Final Fantasy Fables: Chocobo Tales (2006)
- Tamagotchi: Party On! (2007)
- Ape Escape: SaruSaru Big Mission (2007)
- Oishiku Kiwameru Gourmet DS (2007)
- Final Fantasy Fables: Chocobo's Dungeon (2007)
- Hana to Taiyou to Ame to (2008)
- Active Life: Outdoor Challenge (2008)
- Kingdom Hearts: 358/2 Days (2009)[2]